# Vodka
 Der er for få eller ingen kildehenvisninger i denne artikel, hvilket er et problem. Du kan hjælpe ved at angive troværdige kilder til de påstande, som fremføres i artiklen.

Vodka (fra Slavisk voda (vand), Polsk wódka [ˈvutka], Russisk: водка [ˈvotkə]) er en klar destilleret spiritus med mellem 35,7 og 55 volumenprocent alkohol.
Det tidligst kendte brug af ordet "vodka" stammer fra Polen, nærmere bestemt Sandomierz -provinsens rets registre fra 1405. I det 15. århundrede blev ordet "vodka" brugt om forskellige kosmetiske og medicinske produkter. Senere i det 15. og 16. århundrede begyndte man også at bruge ordet "vodka" om den alkoholiske drik. Ordet "vodka" har sidenhen spredt sig, og bruges nu i flere central og østeuropæiske lande.

## Historie
Det menes at vodka kom til Polen via Arabiske eller italienske købmænd, i slutningen af det 13. århundrede.  Drikken blev hurtigt populær blandt bønder.
I det 16. århundrede kom vodka til Rusland gennem handel.